# Jean Noblet (cyclisme)
Pour les articles homonymes, voir Noblet.
Jean, Richard Noblet, né le 24 octobre 1919 à Brain-sur-l'Authion et mort le 11 octobre 2010 à Saint-Barthélemy-d'Anjou, est un coureur cycliste sur piste, spécialiste de la vitesse.

## Biographie
Jean Noblet est né le 24 octobre 1919 à Brain-sur-l'Authion, un petit village du Maine-et-Loire situé à 10 kilomètres d'Angers. Ses parents exploitent une ferme et vont s'installer peu après au bourg voisin de Plessis-Grammoire pour monter une laiterie. Noblet fait des études au lycée d'Angers, jusqu'au baccalauréat, et c'est là qu'il fait connaissance avec le sport. Il fait ses premières armes en football et, durant plusieurs saisons, joue, comme ailier gauche dans l'équipe première de son lycée.  À la suite d'une opération de l'appendicite, son médecin lu interdit formellement la pratique du jeu de ballon. Noblet, se tourne vers le cyclisme. Jean Noblet gagne, durant l'été 1930, trois courses de villages : à Cheffes, à Cherré et au quartier Suint-Lazare à Angers où il n'est pas nécessaire de posséder une licence de l'U. V. F..
En 1937, bien décidé à persévérer dans le sport cycliste, il s'inscrit au  Moto-Véloce-Club d’Angers (M.V.C.A.)  et s'aligne dans l'éliminatoire du Premier Pas sur route où une chute générale l'empêche de finir. Il tente sa chance dans le Premier Pas sur piste. Il gagne les séries et la finale de l'épreuve régionale. Il va à Paris pour disputer la grande finale, à l'occasion du meeting du Grand Prix de Paris. Contre la montre, il réalise le meilleur temps en faisant 12" 4/5 aux 200 mètres, mais en ligne, il est battu en demi-finale par Ochin, qui gagne d'ailleurs la finale, cette année-là.
C'est alors que l'ancien champion Raymond Mourand s'inquiète de son existence. Ayant eu connaissance du temps réalisé à la « Cipale » par son jeune concitoyen, il est persuadé que ce dernier doit avoir les qualités naturelles d'un vrai coureur de vitesse. À partir de ce moment, Mourand le prend sous sa tutelle et Noblet fait alors à l'entraînement de très rapides progrès. Malheureusement, le néophyte n'a guère l'occasion de courir sur piste à Angers, où les sprinters de qualité font défaut à l'époque. Et, Noblet est souvent obligé de s'aligner dans de petites courses sur route, un peu pour s'endurcir, mais surtout pour avoir l'occasion de disputer, à l'arrivée, un véritable sprint.
Pendant l'hiver 1937-1938, Mourand décide, d'envoyer son jeune poulain participer à la « Médaille » du Vel' d'Hiv'. Noblet gagne deux dimanches de suite, se qualifiant ainsi pour la grande finale. Mais le jour de l'ultime épreuve, il fait une très mauvaise chute en plein emballage. Blessé au visage, aux épaules, aux reins, aux coudes, aux genoux, aux mains, il doit rester immobilisé un bon mois. 
Au début de la saison de plein air 1938, il vient à Paris  pour gagner le championnat de France scolaire, devant Caudron et Machard, et terminer, le même jour, 3e du Grand Prix Cyclo-Sport de vitesse, derrière Guy Renaudin et Georges Chrétien ; et une autre fois pour le meeting du Grand Prix, où il est éliminé en série par le  Hollandais Ooms. Mourand se rend bien compte que son élève a encore beaucoup à apprendre, surtout en ce qui concerne la tactique en course. Aussi fait-il venir régulièrement au vélodrome d'Angers des sprinters de bonne qualité. Du coup, les progrès de Noblet s'affirment de plus en plus nettement.
La saison hivernale venue et Noblet ayant quitté le lycée, Mourand fait inscrire son protégé dans un club parisien, le Club Vélocipédique des Moulineaux (C.V. Moulineaux). Mais Noblet, ayant contracté une mauvaise grippe, court très rarement au Vel' d'Hiv' et sans éclat. Dès le début de la saison 1939, il affirme pleinement sa valeur et est le roi incontesté de la « Municipale ». Venant d'Angers à Paris à peu près tous les dimanches, il ne remporte pas moins de dix-huit victoires. Et il termine glorieusement cette très brillante saison en enlevant, à Montceau-les-Mines, le titre de champion de France amateurs, devant Barateau. 
Après la drôle de guerre, c'est la « reprise » au Vel' d'Hiv', où Noblet parait en quelques occasions. Ayant des démêlés avec le commissariat général pour obtenir sa licence de professionnel, il faillit renoncer au sport cycliste,. En 1941, il gagne sa demi-finale du Grand Prix de Paris, en réalisant le temps de 11 s. 4/5  et finit 3e en finale battu par Louis Géradin et Arie van Vliet.

## Palmarès

### Championnat de France
- 1938
  -  Champion de France scolaire et universitaire
- 1939
  -  Champion de France de vitese amateur
- 1941
  - 2e du Championnat de France de vitesse professionnel

### Grands Prix
- 3e du Prix Alfred Riguelle : 1938
- Grand Prix Cyclo-Sport de vitesse : 1939
- 2e du Grand Prix d'Angers 1941
- 3e du Grand Prix de Bordeaux : 1941